# 蚂蚁银行（香港）
蚂蚁银行（香港）有限公司（英語：Ant Bank (Hong Kong) Limited）是蚂蚁集团旗下的香港虚拟银行（又稱數字銀行），成立於2018年8月16日，于2020年9月28日正式开业。

## 历史
蚂蚁银行（香港）的前身是蚂蚁金服（现蚂蚁集团）于2018年8月16日在香港注册成立的蚂蚁商家服务（香港）有限公司。
2019年5月9日，香港金融管理局向蚂蚁商家服务（香港）发放虚拟银行牌照。同年7月，蚂蚁商家服务（香港）更为现名。
2020年3月31日，蚂蚁银行（香港）开始试业。
2020年9月28日，蚂蚁银行（香港）正式开业。
2021年11月17日，螞蟻銀行（香港）宣佈，任命梁妍勛為行政總裁。

## 产品
该行除一般的活期储蓄存款外，还提供一款「存款宝」活期储蓄存款产品（類似中國大陸的餘額寶），可賺取高於普通活期儲储蓄存款的利率。该产品在开业时的年利率高达2.5厘以吸引顾客。2021年5月，蚂蚁银行小程序上线AlipayHK，方便客户使用存款宝账户进行消费、缴付账单等。
2022年1月，螞蟻銀行推出專門為中小企度身訂造的「東主貸」貸款計劃，提供無抵押個人循環貸款服務。